# Споднє Горче
Споднє Горче (словен. Spodnje Gorče) — поселення в общині Брасловче, Савинський регіон, Словенія. 
Висота над рівнем моря: 298,6 м.